# A Window in Piccadilly
A Window in Piccadilly é um filme britânico de 1928 dirigido por Sidney Morgan e produzido nos estúdios de Twickenham.